# イサドィ諸公会議
イサドィ諸公会議（イサドィしょこうかいぎ、ロシア語: Съезд в Исадах）は、1217年にイサドィで開かれたルーシ諸公による会議である。
諸公会議はグレプ、コンスタンチンの兄弟によって開催された。リャザン公国とその分領地に関する継承権の紛糾を解消する名目で開かれたが、結果的には、グレプ、コンスタンチン兄弟によって、リャザン公国の6人の公（クニャージ）が謀殺されるという形で終了した。

## 前史
イサドィ諸公会議につながる、リャザン公、プロンスク公（リャザン公国に属するプロンスク公国の公。）によるリャザン公国の相続権をめぐる争いは、1177年にリャザン大公グレプ（主催者のグレプ兄弟の祖父にあたる）が、ウラジーミルの獄中で死亡したことに端を発する。リャザン公国の統治者候補としては、グレプの5人の子が残され、そのうちのロマン(ru)がリャザン公位について、他の兄弟と共に共同統治を行うことになった。また、自国に対するウラジーミル大公国の影響力の強化に抵抗するために、チェルニゴフ公家であるオレグ家(ru)との同盟路線を採った。しかし1207年にウラジーミル大公フセヴォロドとオレグ家との対立が表面化し、その際にリャザンはフセヴォロドによって焼き討ちをかけられた。ロマンと弟のスヴャトスラフ(ru)、またイングヴァリ(ru)、ユーリー兄弟（ロマンの甥。イーゴリの子）らはフセヴォロドに捕縛された。
1210年、ウラジーミル大公フセヴォロドとチェルニゴフ公フセヴォロドは和平条約を結んだ。ウラジーミル大公フセヴォロドの子ユーリーと、チェルニゴフ公フセヴォロドの娘アガフィヤとの間に結ばれた婚儀はこの和平を機とするものである。ウラジーミル大公フセヴォロドの死後に大公位を継いだユーリーは、1212年に、捕虜となっていたリャザンの諸公を解放した。
リャザンの諸公の解放からイサドィ諸公会議の開催されるまでの、1212年から1217年にかけてのリャザン公位の継承者に関しては、歴史家によって見解が異なっている。史料においては、「（1212年に）ユーリーはリャザンの諸公を解放し、（捕縛される前の時点のリャザン公）ロマンは死去した（ロマンの死亡年は記されていない）」、という記述がなされている。V.タチシチェフ(ru)は、ロマンを1216年に病死したとし、この死が翌年のイサドィ諸公会議のきっかけとなったとみなしている。L.ヴォイトヴィチは、同じくロマンの死を1216年とするが、ロマンはいまだウラジーミルにおいて俘虜の身であったとみなしている。一方、V.ルィバコフ等は、解放から1217年までの間、別のロマンがリャザン公位にあったとみなしている。イサドィ諸公会議の主催者はグレプであるが、年代記（レートピシ）上には、グレプをこの時のリャザン公と記す箇所はない。

## 謀殺
イサドィ諸公会議は1217年7月20日、聖イリヤの日(ru)に開催された。リャザンの公グレプとコンスタンチンの兄弟は、イサドィにリャザン公国、プロンスク公国の公と貴族（ボヤーレ）を招いた。宴の最中、グレプとコンスタンチンの従士（ドルジーナ）、また共謀したポロヴェツ族が、参加者すべてを殺害した。『ラヴレンチー年代記』によれば、「イジャスラフ、ミハイル、ロスチスラフ、スヴャトスラフ、グレプ、ロマン」が殺害されたと記されており、『ノヴゴロド第一年代記』もまた同様の記述をなしている。彼らは1177年にウラジーミルの獄中で死亡したリャザン公グレプの孫であるが、その父称は明らかではない。すなわち、グレプの5人の子・ロマン(ru)、イーゴリ、ウラジーミル、フセヴォロド、スヴャトスラフ(ru)、ヤロスラフ(ru)の子ではあるが、誰の子であるかは不明である。
V.タチシチェフ(ru)によれば、殺害された6人は以下の人物であるとされる。
- イジャスラフ（ウラジーミルの子） - グレプとコンスタンチンの兄弟にあたる。なお、別の記述中において、父称をヴォロディミリチ（ヴォロディミールの子）と記したものがある。
- ミハイル（フセヴォロドの子） - 父に関しては確定とされている。
- ロスチスラフ（スヴャトスラフの子?） - 父は確定できず。F.ウスペンスキー(ru)はロマンの子ではないかと論じている[5]。
- スヴャトスラフ（スヴャトスラフの子?）- 父は確定できず。F.ウスペンスキーは、リューリク朝の命名法(ru)からみて、当時、息子に父と同じ名をつけることには禁忌があったとみなしている。
- グレプ（イーゴリの子?） - 父は確定できず。なお、N.バウムガウデンはV.タチシチェフと同じくイーゴリの子とみなしている[6]。
- ロマン（イーゴリの子） - 他の記述において、父称をイゴレヴィチとする記述があり、父は確定されている。

## 結果
イサドィ諸公会議の後、リャザン公位はイングヴァリ(ru)の手に渡った。イングヴァリは兄弟のユーリーと共に、諸公会議には居合わせていなかった。1219年、イングヴァリは諸公会議の主催者であるグレプとポロヴェツ族軍を破った。さらにウラジーミル大公ユーリーの支援を取り付け、再度グレプを破った。グレプはポロヴェツ族の地へ逃亡したが、発狂して死亡した。もう一人の主催者であるコンスタンチンは、20年後のガーリチ・ヴォルィーニ統一戦争(ru)において、チェルニゴフ公ロスチスラフ陣営に加わっていたという記述が残されている。